# آرثر زايدل
آرثر زايدل (بالألمانية: Arthur Seidl)‏ هو درامي ‏ ومؤلف ألماني، ولد في 8 يونيو 1863 في ميونخ في ألمانيا، وتوفي في 11 أبريل 1928 في ديساو في ألمانيا.